# Tasmaanse bruine struiksluiper
De Tasmaanse bruine struiksluiper (Sericornis humilis) is een zangvogel uit de familie Acanthizidae (Australische zangers).

## Verspreiding en leefgebied
Deze soort is endemisch in Tasmanië en telt twee ondersoorten:
- S. h. tregellasi: Kingeiland.
- S. h. humilis: Tasmanië.

## Status
De grootte van de populatie is niet gekwantificeerd maar de soort wordt omschreven als wijdverspreid en vrij algemeen. Op de Rode lijst van de IUCN heeft deze soort de status niet bedreigd.